# 상소
상소(上訴)란 하급법원의 재판에 잘못이 있다고 하여 패소한 당사자가 그 정정(訂正)을 구하고 상급법원에 대하여 불복을 신청하는 것을 말한다. 상소의 신청이 있으면 그 판결은 확정되지 않으며, 사건은 상급법원으로 넘어가고, 거기에서 계속하여 심리판결된다. 이와 같이 하급법원의 재판 정정을 위하여 마련된 것이 상소제도이다.

## 개요
상소는 당사자의 올바른 권리를 보장할 뿐만 아니라 하급법원이 잘못된 재판을 하지 않도록 주의를 환기하는 예방적 작용도 가진다. 또한 전국 각지에 많이 존재하고 있는 법원에서 같은 종류의 사건이 각각 달리 판결되지 않도록 상소에 의하여 재판의 통일을 기할 수도 있다. 이렇게 하기 위해서는 다음에 설명하는 것과 같이 상소법원은 대법원을 정점으로 하여 피라미드형으로 구성되고 있다. 상소의 종류에는 제1심 판결에 대한 항소, 항소심 판결에 대한 상고, 결정·명령의 재판에 대한 항고 등이 있다. 항소와 상고는 당사자의 청구에 관한 법원의 판단인 판결에 대한 불복신청이며, 항고는 소송절차상의 부수문제에 대한 판단인 결정·명령에 대한 불복신청이므로 항소·상고의 경우가 더 중요하며 절차도 신중하다. 이와 같이 재판의 형식에 따라서 상소의 종류가 달라지는 것이지만 법원이 재판의 형식을 틀리게 한 경우에도 그 재판에 따른 상소를 하면 된다. 결정이나 명령으로 재판할 수 없는 사항에 대하여 결정 또는 명령을 한 때에는 항고할 수 있다. 상소에 의하여 사건의 최종적인 해결이 지연되는 것을 피할 수 없으므로 무제한의 상소는 허용되지 않는다. 일반적으로 2회의 상소가 인정되고 있다. 2회의 상소에도 사건의 해결을 늦추려고 하는 악의의 당사자에 의하여 상소가 남용된다면 상대방의 괴로움은 말할 수 없이 심하고 법원의 노력(努力)이나 경비가 쓸데없이 소비되기 때문에 외국에서는 소액·경미한 사건 등에 대해서는 원칙적으로 상소를 1회로 제한하고 있다. 그러나 대한민국에서는 이와 같은 상소의 제한은 규정하고 있지 않다.

## 상소의 심급관계
대법원을 정점으로 하여 3계단(사실상으로는 4계단)으로 나누어 피라미드형으로 법원이 조직되어 있다. 즉 제1심(지방법원의 단독판사 또는 합의부)·제2심(항소심)·제3심(상고심)의 '4급 3심제(四級三審制)'이다. 이 심급제에 의한 법원의 상하관계는 행정관청과 달리 단순히 상소제도상의 관계에 불과하며 상급법원은 하급법원의 재판을 지휘감독하는 경우는 없으며(사법권의 독립), 하급법원이 행한 재판의 당부(當否)를 판단하는 것뿐이다. 제1심이 단독판사인 경우의 항소심은 지방법원 합의부가 되고, 이 항소심판결에 대한 상고심은 대법원이다. 제1심이 지방법원 합의부인 경우 항소심은 고등법원, 상고심은 역시 대법원이 된다.

## 판례

### 보조참가인의 상소제기기간
- 피고 보조참가인은 참가할 때의 소송의 진행 정도에 따라 피참가인이 할 수 없는 소송행위를 할 수 없으므로, 피고 보조참가인이 상고장을 제출한 경우에 피고 보조참가인에 대하여 판결정본이 송달된 때로부터 기산한다면 상고기간 내의 상고라 하더라도 이미 피참가인인 피고에 대한 관계에 있어서 상고기간이 경과한 것이라면 피고 보조참가인의 상고 역시 상고기간 경과 후의 것이 되어 피고 보조참가인의 상고는 부적법하다.[3]

### 파기환송심의 심판범위
환송 전 원심에서 상상적 경합 관계에 있는 수죄에 대하여 모두 무죄가 선고되었고, 이에 검사가 무죄 부분 전부에 대하여 상고하였으나 그 중 일부 무죄 부분(A)에 대하여는 이를 상고이유로 삼지 않은 경우, 비록 상고이유로 삼지 아니한 무죄 부분(A)도 상고심에 이심되지만 그 부분은 이미 당사자 간의 공격방어의 대상으로부터 벗어나 사실상 심판대상에서 이탈하게 되므로, 상고심으로서도 그 무죄 부분에까지 나아가 판단할 수 없다.
상고심으로부터 다른 무죄 부분(B)에 대한 원심판결이 잘못되었다는 이유로 사건을 파기환송 받은 원심은 그 무죄 부분(A)에 대하여 다시 심리·판단하여 유죄를 선고할 수 없다

### 항소심의 절차
항소법원이 피고인에게 소송기록 접수통지를 함에 있어 22회에 걸쳐 그 통지서를 송달하였다고 하더라도,, 항소이유서 제출기간의 기산일은 최초 송달의 효력이 발생한 날의 다음부터라고 보아야 한다

### 상소기각시 미결구금일수 불산입에 관한 규정
피고인 등이 상당한 이유 없이 상소를 제기함으로써 불가피하게 소요되는 미결구금기간에 대하여 이를 피고인의 불이익으로 하여 본형에 산입하지 않도록 한 소송촉진등에관한특례법 제24조는 명백히 이유 없는 남상소를 방지하여 재판제도의 효율성을 높이기 위한 것으로서 그 입법목적에서 정당하고 그 제한의 정도 역시 적정하여 피고인의 재판청구권의 본질적 내용을 침해하는 것이라 할 수 없다

## 항소
항소(抗訴)는 제1심의 종국판결에 대한 상소를 말한다.

## 상고
상고(上告)는 항소심의 종국판결에 대한 제2회째의 상소이다.

## 같이 보기
- 삼심제
- 상고허가제
- 상소법원